# Macrodactylus uniformis
Macrodactylus uniformis är en skalbaggsart som beskrevs av Horn 1876. Macrodactylus uniformis ingår i släktet Macrodactylus och familjen Melolonthidae. Inga underarter finns listade i Catalogue of Life.